# Ночная трость
«Ночна́я Тро́сть» — советская, российская рок-группа из Орла. Фронтмен — Константин Ступин. По признанию Ступина, название группы это эвфемизм для полового члена, который он услышал в неназванном фильме.

## История

### Ранние годы (1987—1989)
В 1986 году ученики пятой школы города Орла: гитарист Эдуард Кузьмин (Кузя) и бас-гитарист Ростислав Терехов (Рост) создали школьный ансамбль «Монолог». С вокалистом у них были проблемы, петь особо ни у кого не получалось, даже у взрослых ребят выходило пискляво и «по-детски». Но услышав раскатистый бас Константина Ступина, ученика параллельного класса, музыканты поняли, что это тот, кто им нужен. На первоначальное предложение выступать в ансамбле Ступин отреагировал с насмешкой, но позже всё-таки присоединился к группе, где стал полноценным исполнителем. Из этого небольшого коллектива в 1987 образовалась группа «Ночная трость». Основатели: Константин Ступин (вокал), Ростислав Терехов (бас-гитара), Эдуард Кузьмин (гитара). Название было выбрано неслучайно: на него повлиял фильм «Разыскивающий», просмотренный музыкантами.
В 1988 году группа находит репетиционную базу на предприятии «Вторчермет». Там же записываются первые песни собственного сочинения. В 1989 году группа сменяет базу и записывает треки на предприятии «УВМ». Эти песни вошли в альбом «Гремит моя Музыка», группа отправляет кассету в Московскую рок-лабораторию, а также участвует в концертах и сейшенах.

### Фестиваль надежд
В 1990 году группа «Ночная Трость» получила приглашение на прослушивание в Московский рок-клуб. На прослушивание давалось 30 минут, все участники группы были сильно пьяны, из-за чего время, дающееся на концерт, было истрачено на настройку. Ситуацию спас Максим Покровский, который настоял на том, чтобы позволить группе играть уже после истёкших 30 минут. Группу успешно приняли, что дало им право выступить на «Фестивале надежд», организованном московской рок-лабораторией. С этого же фестиваля начались карьеры групп «Ногу свело!», «Монгол Шуудан», «НАИВ» и «Бахыт-Компот»), а «Ночная трость» ещё и получила приз зрительских симпатий. Таким образом, «Ночная трость» стала первой не московской группой, принятой в Московскую-рок лабораторию. Приехав с фестиваля, группа записала второй альбом «Новый порядок».

### Первый распад
После «Фестиваля Надежд» Константин Ступин пристрастился к тяжёлым наркотикам, из-за чего впоследствии неоднократно окажется в тюрьме. Впервые группа распалась в 1991 году. В 1995 году Ступин впервые попадет в тюрьму.

### Возобновление деятельности
В 1996 году Ростислав Терехов, до этого три года занимавшийся бизнесом, возобновляет коллектив. Группа выступила на фестивале «Рок-Орёл», где завоёвала приз зрительских симпатий. Спустя несколько месяцев группа записала альбом «Машины», успешно выступала в ДК, и получила приз зрительских симпатий и магнитофон в подарок. По словам Константина Ступина, он обменял его в ближайшем ларьке на алкоголь. Группа продолжила выступать в Орле.
В 1998 году группа представляет новую программу, на которой прозвучали песни «Лёд и ветер» и «Пушистый хвост лисицы».

### Второй распад
В 1999 году Константин Ступин вновь оказался в тюрьме. Ростислав Терехов попытался эмигрировать в США, но из-за экономического кризиса у него ничего не вышло, и он остался в России. Группа распалась и не воссоединялась до 2013.

### Воссоединение (2013—2015)
В 2013 году группа собралась вновь. Летом сыграла дважды концерты на байк-фестивале «Эффект Бабочки». Позже записала альбом «Эксперименты Роста». Через несколько месяцев из группы ушли гитарист и барабанщик. «Ночная Трость» вела только студийную деятельность, а Константин Ступин занялся сольным творчеством.
В 2015 году группа записала альбом «Всё уже было».

### Третий распад
Лидер группы Константин Ступин вёл активную сольную деятельность, а Ростислав Терехов ушёл в монастырь. Группа распалась вновь.
16 марта 2017 года Константин Ступин умер в своём доме от туберкулёза.

### Воссоединение (2020—н.в.)
В 2020 году Ростислав Терехов вновь собрал группу и записал альбом «На блаженных островах».

## Дискография

### Альбомы
| Год  | Название                |
| ---- | ----------------------- |
| 1989 | «Гремит моя музыка»     |
| 1990 | «Новый Порядок»         |
| 1990 | «Фестиваль надежд»      |
| 1996 | «Машины»                |
| 2013 | «Ступа & Рост»          |
| 2013 | «Эксперименты Роста»    |
| 2013 | «1988 — 2013»           |
| 2013 | «Фантастика»            |
| 2013 | «Live»                  |
| 2013 | «Акустика»              |
| 2014 | «Экспедиция»            |
| 2014 | «Всё уже было»          |
| 2018 | «Ремесло»               |
| 2020 | «На блаженных островах» |

### Синглы
| Год  | Название        |
| ---- | --------------- |
| 2013 | «Лёд и ветер»   |
| 2013 | «Ночная трость» |
| 2021 | «Новый порядок» |

## Участники
- Павел Чичурин — ударные, гитара (1998—1999, 2013, 2020—н. в.)

### Бывшие участники
- Ростислав «Рост» Терехов — бас-гитара, клавиши (1986, 1987—1991, 1996—1999, 2013—2015, 2020—2024, умер 12 сентября 2024 года)
- Константин Ступин — гитара, вокал (1987—1991, 1996—1999, 2013—2015; умер в 2017)
- Эдуард Кузьмин — гитара (1986, 1987—1991, 1996)
- Сергей «Слэй» Додонов — ударные (1987—1991)